# Faiçal II do Iraque

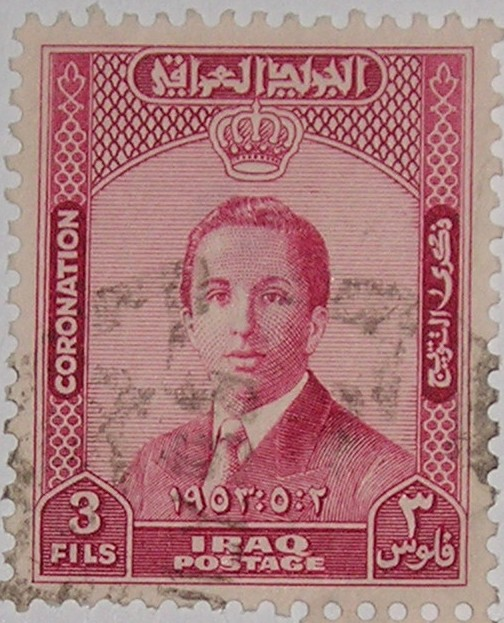
Faiçal II em um selo iraquiano

Faiçal II (em árabe: الملك فيصل الثاني; Bagdá, 2 de maio de 1935 – Bagdá, 14 de julho de 1958), foi o último Rei do Iraque de 4 de abril de 1939 até julho de 1958, quando foi morto durante a Revolução de 14 de julho. Este regicídio marcou o fim da monarquia haxemita de trinta e sete anos no Iraque, que então se tornou uma república.

## Vida
Foi o filho do segundo rei do Iraque, Gazi, que morreu em um acidente de automóvel quando Faiçal tinha três anos de idade. Durante a maior parte do seu reinado, o seu tio Abdul Ilá foi quem governou como regente (até 1953, com a maioridade de Faiçal).
Na juventude, Faiçal frequentou o Harrow School no Reino Unido, juntamente com o seu primo, o rei Hussein da Jordânia. Os dois jovens eram amigos e segundo se diz, planejaram mesmo unir seus dois reinos para contrariar aquilo que eles consideravam ser a ameaça do nacionalismo pan-árabe.
Após a vizinha Síria se ter juntado ao Egito de Nasser na República Árabe Unida, os dois reinados uniram-se em Fevereiro de 1958. Faiçal, como o membro mais velho da família Hachemita, tornou-se o líder da nova Federação Árabe do Iraque e Jordânia.
O plano fracassou, com Hussein requerendo a assistência militar iraquiana e com o exército iraquiano, sob o comando de Cacim e Salim Arife marchando sobre Bagdade para proclamar a república. Apesar de lhe ter sido prometida a saída para o exílio, o exército executou o jovem rei e seus familiares que o acompanhavam.